# Denver Light Rail
Das Stadtbahnnetz in Denver hat Anfang 2023 eine Streckenlänge von 60 Meilen (ca. 97 km) und 57 Stationen und wird vom Regional Transportation District (RTD) unter dem Namen „The Ride“ betrieben. Die Eröffnung des Systems erfolgte am 7. Oktober 1994, seitdem wurde das Streckennetz mehrfach erweitert. Im Rahmen des Ausbauinitiative für den öffentlichen Nahverkehr FasTracks sollen noch weitere Ergänzungen realisiert werden.
2019 wurden im Stadtbahnnetz 24,6 Mio. Fahrgäste mit den Stadtbahnen befördert.

## Bestehende Strecken

### Central Corridor
Die 5,3 Meilen (8,5 km) lange Strecke mit 14 Stationen wurde am 7. Oktober 1994 als erste Strecke des Stadtbahnnetzes zwischen den Haltestellen 30th & Downing und I-25 & Broadway eröffnet. Zwischen 30th & Downing und Colfax at Auraria verläuft die Strecke durch die Straßen der Innenstadt von Denver. Zwischen Colfax at Auraria und I-25 & Broadway verläuft die Strecke auf separaten Gleisen parallel zu einer bestehenden Eisenbahnstrecke. Entlang des Central Corridor gibt es 3 Park-and-Ride-Anlagen, an den Haltestellen 30 & Downing (27 Plätze), Alameda (302 Plätze) und I-25 & Broadway (1248 Plätze).

### Central Plate Valley Corridor
Die 1,8 Meilen (3 km) lange Strecke zweigt zwischen den Haltestellen 10th & Osage und Colfax at Auraria vom Central Corridor ab und führt zur Denver Union Station. Die 4 Haltestellen erschließen das Footballstadion Invesco Field, die Multifunktionsarena Pepsi Center, den Freizeitpark Elitch Gardens und den Bahnhof Union Station, der im Rahmen des FasTracks Projekts zum zentralen Umsteigepunkt ausgebaut wurde. Die Eröffnung der Strecke erfolgte am 7. April 2006.

### Southeast Corridor
Die Strecke des Southeast Corridor verläuft von der Station I-25 & Broadway an der Westseite der I-25 bis zur Endstation Ridge Gate Parkway in Douglas County. Die gesamte Strecke verläuft parallel zum Highway I-25, ist 15,8 Meilen (25 km) lang und hat 13 Zwischenstationen. Sie wurde in 2 Etappen in Betrieb genommen. Der Bau der 13,5 Meilen (22 km) langen ersten Etappe bis zur Station Lincoln erfolgte im Rahmen des Transportation Expansion (T-REX) Project, in dessen Rahmen auch die Highways im Süden Denvers ausgebaut wurden. Die Bauarbeiten begannen am 24. September 2001, die Eröffnung erfolgte am 17. November 2006. Bis auf die Station Louisiana-Pearl besitzen alle Haltestellen Park-and-Ride Anlagen mit insgesamt über 7000 Parkplätzen. Der Bau der daran anschließenden 2,3 Meilen (3,6 km) langen 2. Etappe mit 2 Zwischenstationen zum heutigen Endpunkt Ridge Gate Parkway begann 2016 und wurde am 17. Mai 2019 eröffnet. An der Endstelle wurde eine Park-and-Ride Anlage mit 2000 Plätzen geschaffen.

### Southwest Corridor
Die 8,7 Meilen (14 km) lange Strecke führt von der Haltestelle I-25 & Broadway Richtung Südosten bis zur Endhaltestelle Littleton-Mineral. Die gesamte Strecke ist kreuzungsfrei ausgeführt. Die Bauarbeiten begannen am 21. Januar 1997, die Inbetriebnahme erfolgte am 17. Juli 2000.
An den Haltestellen (Ausnahme Oxford) stehen Park-and-Ride-Anlagen mit zusammen 2600 Stellplätzen zur Verfügung.

### West Corridor
Die 12,1 Meilen (19 km) lange Strecke mit 12 Haltestellen verläuft vom Auraria Campus in der Innenstadt nach Westen bis zum Jefferson County Government Center. Die Trasse folgt zunächst der 12th bzw. 13th Avenue, schwenkt dann zur Federal Center Station und läuft anschließend parallel zum Highway 6. Der Baubeginn erfolgte im Juni 2009 als erstes Großprojekt des FasTracks Programms und wurde am 26. April 2013 in Betrieb genommen. Für die Strecke wurden 10 Bahnbrücken, 3 Straßen- und 3 Fußgängerbrücken errichtet. An 6 Haltestellen sind insgesamt 4959 Park-and-Ride-Plätze vorhanden.

### I-225 Corridor
Die 14,5 Meilen (23 km) lange Strecke zweigt zwischen den Haltestellen Southmoor und Belleview in Form eines Gleisdreiecks vom Southeast Corridor nach Nordosten ab, wendet sich an der Haltestelle Illiff nach Norden und endet an der Haltestelle Peoria der RTD-Commuter Train (S-Bahn) Linie A vom Flughafen zur Union Station Denver. Sie verläuft überwiegend parallel zum Highway I-225 und wurde in 2 Etappen gebaut. Die erste Etappe mit einer Länge von 4 Meilen (6 km) endete an der Haltestelle Nine Mile und wurde zusammen mit der Ersten Etappe des Southeast Corridor am 19. November 2006 eröffnet. Sie verläuft am südlichen Stadtrand von Denver. Die zweite Etappe mit einer Länge von 10,5 Meilen (17 km) schließt sich nördlich an, durchquert das westliche Stadtgebiet von Aurora auf ganzer Länge und wurde am 24. Februar 2017 in Betrieb genommen. Die gesamte Strecke hat 9 Zwischenhaltestellen mit insgesamt 1.800 P+R-Stellplätzen. 

## Linien
Derzeit bestehen 8 Linien:

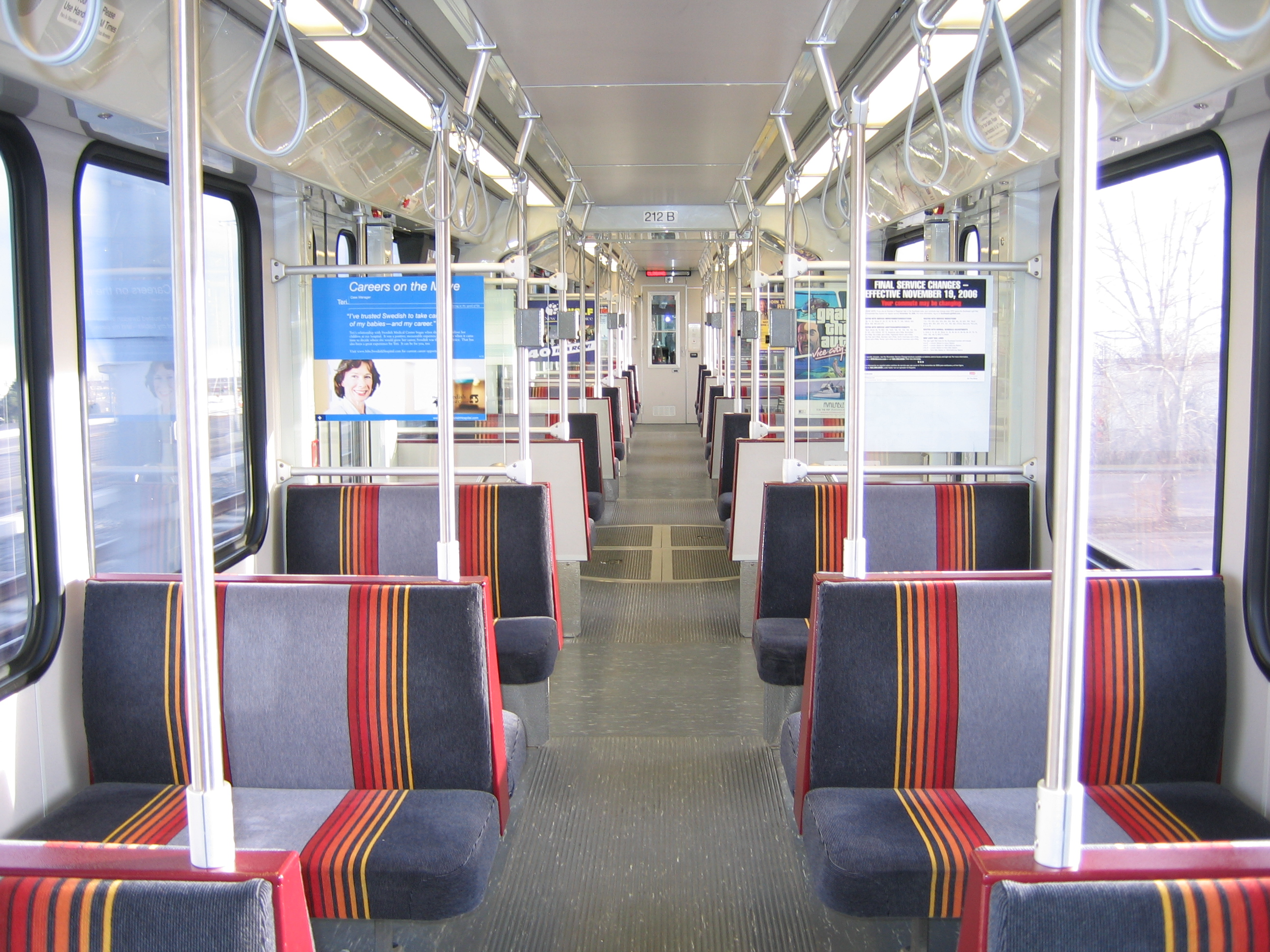
Innenansicht eines Wagens der Denver Light Rail

- C: Union Station – Littleton Mineral
- D: 18th & California – Littleton Mineral
- E: Union Station – Ridge Gate Parkway
- F: 18th & California – Ridge Gate Parkway
- H: 18th & California – Florida
- L: 30th & Downing – 16th & Stout
- R: Peoria – Ridge Gate Parkway
- W: Union Station – Jeffco Government Center

## Flotte
Insgesamt verfügt RTD über 201 Fahrzeuge von Siemens, davon 49 vom Typ SD-100 und 152 vom Typ SD-160. Dabei handelt es sich um Zweirichtungsfahrzeuge aus zwei Wagenkästen, die mit einem Drehgelenk verbunden sind. Die Fahrzeuge sind 24,8 m lang, 2,65 m breit und durchgehend als Hochflurfahrzeuge ausgeführt. Ein barrierefreies Einsteigen ist über eine Rampe an der ersten Tür möglich. Ein Zug hat 64 Sitzplätze und 121 Stehplätze, die maximale Reisegeschwindigkeit beträgt 55 mph.

## Ausbaupläne
Im Rahmen des FasTracks Programms sind noch 2 Neubaustrecken für das Stadtbahnnetz in Planung bzw. im Bau, deren Finanzierung aufgrund von Kostensteigerungen nicht gesichert ist.

### Central Corridor Extension
Die 0,8 Meilen (1,3 km) lange Strecke soll von der Haltestelle 30th & Downing entlang der Downing Street nach Norden verlaufen, es sind zwei Haltestellen in Höhe der 33rd und 35th Straße geplant. An der neuen Endhaltestelle 38th & Blake Station wird ein Umsteigen in die S-Bahn-Linie A zwischen Union Station und Denver International Airport möglich sein.

### Southwest Corridor Extension
Der bestehende Südwestast soll von der bisherigen Endstation Littleton-Mineral um 2,5 Meilen (4 km) zur Kreuzung C470/Lucent Boulevard verlängert werden. An der neuen Endhaltestelle sollen 1000 neue Park-and-Ride-Plätze entstehen.

## Commuter Rail (S-Bahn)
Parallel zur Netzgestaltung bei der Light Rail (Stadtbahn) sah das Fas Tracks Programm auch den Bau von Commuter Rail-Linien, vergleichbar der deutschen S-Bahn, vor. Hier entstanden die nachfolgend dargestellten Strecken, größtenteils unter Nutzung bestehender Bahnanlagen. Die bereits in Betrieb befindlichen Abschnitte sind mit Wechselstrom 25 kV elektrifiziert und werden mit elektrischen Triebzügen (EMU) befahren.

### East Rail Line
Die East Rail Line ist eine 23,6 Meilen (38 km) lange Strecke von Denver Union Station zum Denver International Airport. Um die Reisezeit zwischen der Innenstadt von Denver und dem Denver International Airport kurz zu halten, hat sie nur sechs Zwischenstationen. Die Bauarbeiten begannen im August 2010 und die Strecke wurde am 22. April 2016 in Betrieb genommen. Sie wird von der Linie A im 15-Minuten-Takt befahren.

### Gold Line
Die Gold Line ist eine 11,2 Meilen (18 km) lange Strecke, die von Denver Union Station nach Wheat Ridge verläuft und durch Adams County und Arvada führt. Sie hat 6 Zwischenstationen, wurde am 26. April 2019 eröffnet und wird von der Linie G im 30-Minuten-Takt befahren.

### North Metro Corridor
Der North Metro Corridor ist eine im Endzustand 18,4 Meilen (29,6 km) lange Strecke von Denver Union Station zur 160th Avenue in Thornton. Sie nutzt eine stillgelegte Strecke der Union Pacific Railroad. Die Linie wird 7 Zwischenstationen haben. Seit 2020 sind die ersten 13 Meilen (21 km) mit 5 Zwischenstationen bis zur Station Eastlake & 124th in Thornton in Betrieb. Die Strecke wird von der Linie N im 30-Minuten-Takt befahren.

### Northwest Rail Corridor
Der Northwest Rail Corridor ist ein S-Bahn-Projekt zwischen Denver, Boulder und Longmont. Die geplante 41 Meilen (66 km) lange Linie soll 6 Zwischenstationen haben und die bestehende Infrastruktur der BNSF nutzen. Aktuell ist sie lediglich bis Westminster in Betrieb und zweigt an der Station Pecos Junction von der Gold Linie ab. Die Strecke wird von der Linie B im 60-Minuten-Takt befahren.